# آدم كوفمان
آدم كوفمان (بالإنجليزية: Adam Kaufman)‏ هو ممثل أمريكي، ولد في 11 مايو 1974 في فرجينيا في الولايات المتحدة.

## أعمال

### مسلسلات
- إن سي آي إس
- رجال ماد
- ميامي
- نيويورك
- فيرونيكا مارس
- هاواي فايف أو

## وصلات خارجية
- آدم كوفمان على موقع IMDb (الإنجليزية)
- آدم كوفمان على موقع ألو سيني (الفرنسية)
- آدم كوفمان على موقع أول موفي (الإنجليزية)
- آدم كوفمان على موقع إن إن دي بي (الإنجليزية)
- آدم كوفمان على موقع قاعدة بيانات الفيلم (الإنجليزية)
- آدم كوفمان على موقع كينوبويسك (الروسية)